# Proeutropiichthys taakree
Proeutropiichthys taakree és una espècie de peix de la família dels esquilbèids i l'única del gènere Proeutropiichthys.

## Subespècies
- Proeutropiichthys taakree macropthalmos (Blyth, 1860)
- Proeutropiichthys taakree taakree (Sykes, 1839)[2]